# Токомбаев, Аалы
Аалы Токомбаев (7 ноября 1904, Каинды, Семиреченская область — 19 июня 1988, Фрунзе) — советский киргизский писатель и поэт. Народный поэт Киргизской ССР (1945), академик Академии наук Киргизской ССР (1954), Герой Социалистического Труда (1974). Один из зачинателей киргизской литературы.

## Биография
Родился в селе Чон-Кемин (ныне — Кеминский район Чуйской области, Кыргызстан). Как он сам писал в автобиографии, родился «В тот год, когда белый царь воевал далеко на востоке. Выходит, следовательно, что я родился во время русско-японской войны — в 1904 году. Но месяц и день моего рождения не были известны никому».
В ходе восстания 1916 года его семья бежала в Китай, а в 1917 году на обратном пути родители погибли, в результате чего Аалы остался сиротой. В 1922 году он был принят в Ташкентскую школу-интернат.
Как отмечал в автобиографии: «До 1924 года у киргизов не было не только своих печатных изданий, но даже национального алфавита. В знаменательный день в истории киргизского народа — 7 ноября 1924 года — вышел первый номер первой национальной газеты „Эркин-Тоо“, на страницах которой было напечатано моё стихотворение „День рождения Октября“. С этого дня начинается киргизская письменная литература. И этот день я выбрал днём моего рождения».
В 1927 году окончил Средне-азиатский государственный университет. В том же году стал работать в газете «Кызыл Кыргызстан». В 1930—1931 годах он был редактором киргизского сектора Центриздата (Москва), а в 1931 стал главным редактором Государственного издательства Киргизской АССР. Далее он продолжал работать на разных должностях в различных периодических изданиях республики, а в 1934—1949 годах (с перерывами) возглавлял Союз писателей Киргизии.
В 1938 году был арестован по подозрению в причастности к Социалистической туранской партии. Также обвинялся в апологии «националистического» эпоса «Манас» и «реакционного» творчества акына Клыч Молдо. Также в вину был поставлен «националистический» роман в стихах «Кровавые годы», посвящённый Среднеазиатскому восстанию 1916 года. Виновным себя не признал. В 1939 году освобождён и вернулся к активной работе.
В 1947 подвергался партийной критике в связи с постановлением о журналах «Звезда» и «Ленинград».
В 1963—1980 годах был депутатом Верховного Совета Киргизской ССР.
В 1962—1978 годах был членом, сотрудником редколлегии по издании «Краткой литературной энциклопедии» по кыргызской литературе.
Скончался 19 июня 1988 года, похоронен на Ала-Арчинском кладбище.

## Творчество
Согласно его автобиографии: «Стихи я начал писать, как только научился грамоте. Никто не давал мне наставлений и советов как писать. Я даже никогда не думал стать писателем. Просто писал потому что не мог не писать».
Впервые стихотворение Токомбаева было опубликовано в первом номере первой киргизской газеты «Эркин-Тоо» в 1924 году. В 1927 году в Ташкенте вышел его первый поэтический сборник «Ленин тууралуу» (О Ленине).
Известный переводчик С. И. Липкин писал о первых шагах молодого поэта: «В одно и то же время легко и трудно писать на языке, настолько свежем, что любая фраза поэта становится образом, любой эпитет — новым понятием. Аалы Токомбаев идет по трудному пути. Это путь преодоления условной поэтики, путь к реализму».
В 1930-е годы также вышли его сборники «Эмгек гүлү» (Цветы труда), «Атака», «Абалкы ырлар» (Первые стихи) и др.
В конце 1930-х годов Токомбаев обратился к прозе. Первыми его книгами в этом жанре стали «Днестр терең деңизге куят» (Днестр впадает в глубокое море), «Жараланган жүрөк» (Раненое сердце), «Тайна мелодии». В 1934 году встречался с Максимом Горьким на первом съезде советских писателей. В годы Великой Отечественной войны им был создан ряд произведений патриотической направленности — «Земляк Манаса», «О двадцати восьми», «Клятва», «Гордость», «Хозяева леса». После войны из под пера Токомбаева вышли книги «Жизнь», «Лирика», «Под мелодии комуза», «Мы были солдатами» и др.
В 1967 году за роман в стихах «Таң алдында» (Перед зарёй) Токомбаев получил государственную премию Киргизской ССР им. Токтогула. В 1970-е годы вышли его книги «Восход солнца», «Ашырбай», «Моя республика», «Мир моей жизни» и др. Дал путёвку в литературу многим киргизским писателям, в том числе Чингизу Айтматову. В последние годы жизни снова подвергся травле в республиканских СМИ, на это раз как национальный нигилист, «сверхинтернационалист».
Аалы Токомбаев перевёл на киргизский язык ряд произведений русской и мировой литературы, в том числе А. С. Пушкина, И. В. Гёте, Ф. Шиллера, М. Ю. Лермонтова, Я. Купалы В. В. Маяковского, С. Я. Маршака, Низами, Абая, Джамбула и др.

## В литературе
- В повести «Чолпонбай» советского писателя Фёдора Самохина, был размещён отрывок стихотворения Токомбаева, в качестве эпиграфа в начале книги[8].

## Награды
- Герой Социалистического Труда (27.09.1974)
- 2 ордена Ленина (28.02.1946; 27.09.1974)
- орден Октябрьской Революции (06.11.1984)
- 3 ордена Трудового Красного Знамени (14.04.1955; 01.11.1958; 11.01.1964)
- орден «Знак Почёта» (31.01.1951)
- медали.
- Народный поэт Киргизии (1945)
- Государственная премии Киргизской ССР им. Токтогула Сатылганова.